# 趙桐 (教師)
趙桐（1920年—1947年），是一位出身北平的教師與二二八事件受難者。

## 生平
趙桐出生於北平。在中國抗日戰爭期間，他曾在日本占領區接受日語教育。戰後，他前往臺灣省立宜蘭中學擔任教師；趙桐在語言與溝通上沒有太大障礙，且與學生等相處融洽。
稍後，他在學校財務問題處理上與校長李祖壽持不同立場。1947年3月19日，前往鎮壓的軍隊進入校園將他逮捕，後把他押解到宜蘭稅捐處拘押，而後又移押到宜蘭縣政府前的拘留所，與林金春、林春光及鄭新福等關在一起。在林金春等尚未被釋放前，他被以卡車載到蘇澳鎮南方澳海邊槍殺；生前所著西裝、手錶與皮鞋都被奪去。稍後，得知消息的學生前往幫助收屍，並將他的遺體安葬於蘇澳鎮公所後方公墓。事後，他的父親在得知消息後，曾向有關當局提出控訴，同時也寫信給陳兆震。